# Сестао
Сестао (баск. Sestao, ісп. Sestao) — муніципалітет в Іспанії, у складі автономної спільноти Країна Басків, у провінції Біская. Населення — 29 476 осіб (2009).
Муніципалітет розташований на відстані близько 330 км на північ від Мадрида, 8 км на північний захід від Більбао.

## Демографія
Динаміка населення (INE ):

## Галерея зображень

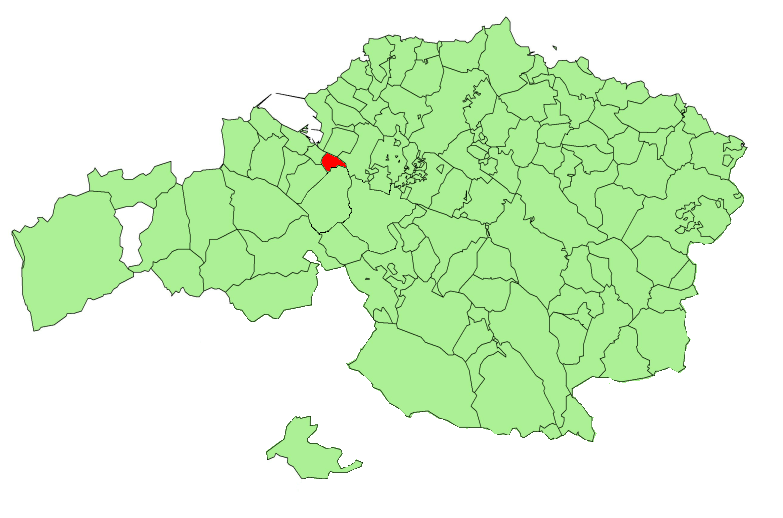
Розташування муніципалітету
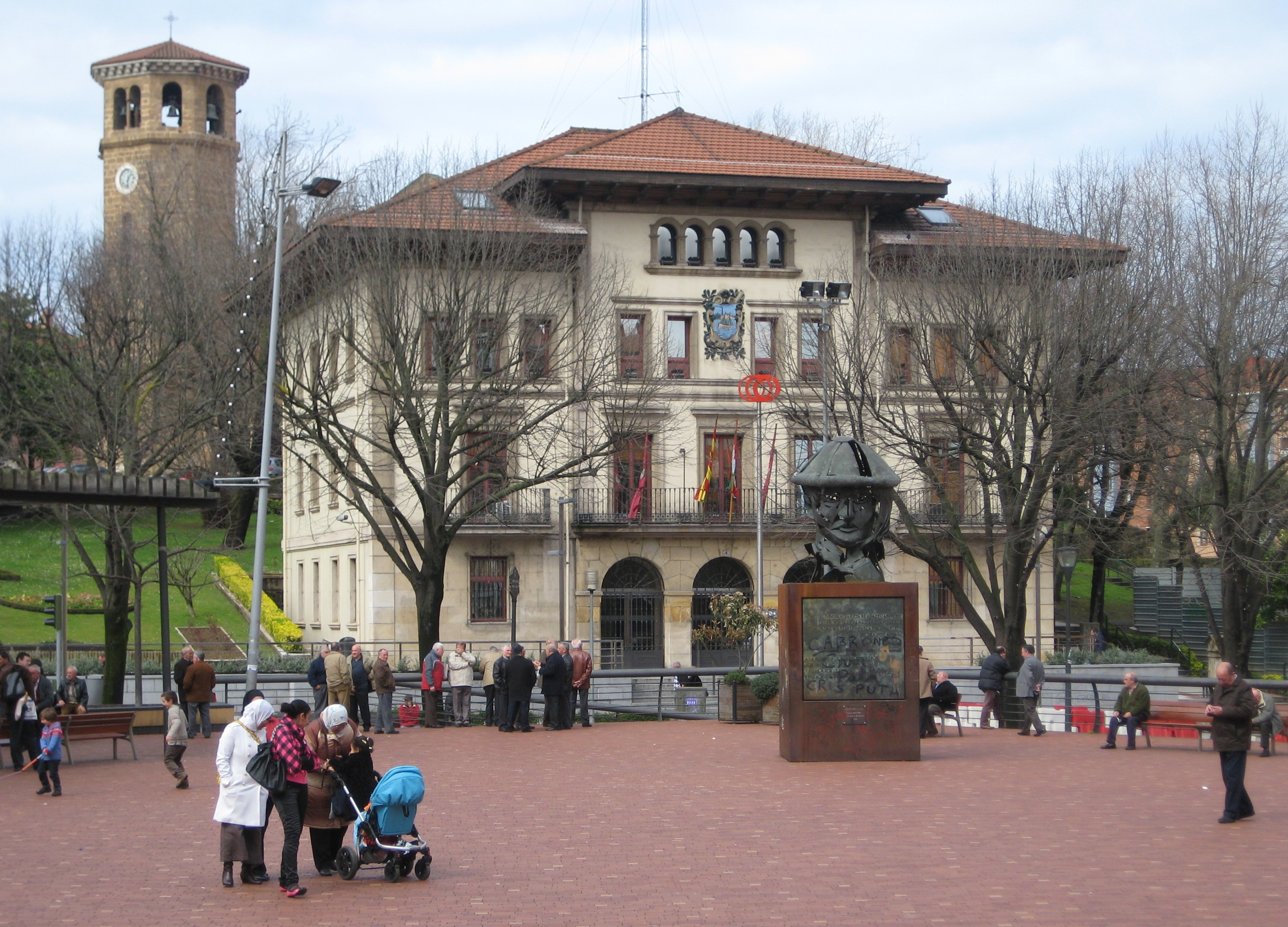
Муніципальна рада